# 바렌투

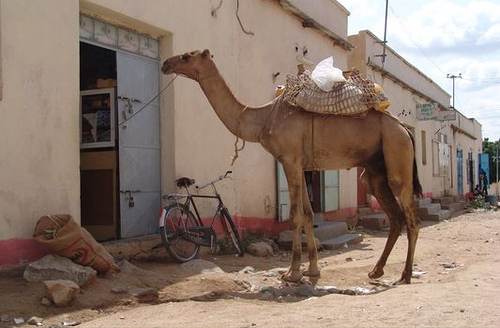
바렌투의 거리를 지나가고 있는 낙타의 모습

바렌투(티그리냐어: ባረንቱ)는 에리트레아 남서부에 위치한 도시로 가시바르카 주의 주도이며 높이는 1,032m이고, 인구는 20,968명(2005년 기준)이다.